# William Laud
William Laud (Reading, 7 d'octubre de 1573 - Londres, 10 de gener de 1645) fou un eclesiàstic anglès. Ordenat sacerdot el 1601, fou bisbe de Londres (1628) i canceller d'Oxford (1630) abans de ser consagrat com a arquebisbe de Canterbury en 1633.
Fou empresonat a la Torre de Londres i posteriorment decapitat, com a part de la Guerra Civil Anglesa pel seu suport al rei Carles I d'Anglaterra.